# 後藤忠治

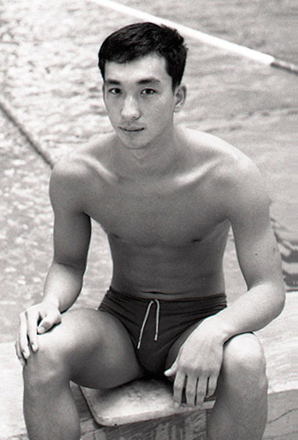
1964年東京オリンピックで

後藤 忠治（ごとう ただはる、1941年12月4日 - ）は、日本の実業家、元水泳選手。セントラルスポーツ創業者で、同社代表取締役社長を経て、代表取締役会長、社会スポーツセンター会長。

## 人物・来歴
東京都葛飾区柴又生まれ。市川高等学校を経て、1964年日本大学商学部卒業、大丸入社。1964年東京オリンピックで400mリレー4位入賞という結果に終わったため、引退を決意し、退社。同年東京工機入社。1968年セントラルスポーツクラブ創業。1970年セントラルスポーツクラブ（現セントラルスポーツ）設立、同社取締役。1976年同社代表取締役副社長。1977年同社代表取締役社長。1987年パレスセントラルスポーツ取締役。2008年社会スポーツセンター会長。2014年セントラルスポーツ代表取締役会長。